# は
は en hiragana ou ハ en katakana sont deux kanas, caractères japonais qui représentent la même more. Ils sont prononcés /ha/ et occupent la 26e place de leur syllabaire respectif, entre の et ひ.

## Origine
L'hiragana は et le katakana ハ proviennent, via les man'yōgana, des kanjis 波 et 八, respectivement.

## Diacritiques
は et ハ peuvent être diacrités pour former ば et バ et représenter le son /ba/, ou ぱ et パ pour le son /pa/.

## Romanisation
Selon les systèmes de romanisation Hepburn, Kunrei et Nihon, は et ハ se romanisent en « ha », ば et バ en « ba », ぱ et パ en « pa ».

## Tracé
L'hiragana は s'écrit en trois trait.
1. Trait vertical.

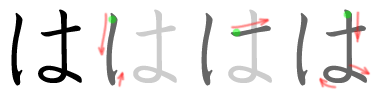
Ordre des traits pour は

2. Trait horizontal, à droite du premier.
3. Trait vertical, coupant le deuxième trait en son milieu, se terminant par une boucle orientée à gauche.

Le katakana ハ s'écrit en deux traits.

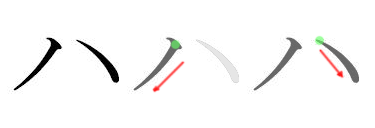
Ordre des traits pour ハ

1. Trait diagonal, tracé de droite à gauche et de haut en bas.
2. Trait diagonal, tracé de gauche à droite, à droite du premier.

## Représentation informatique
- Unicode[1],[2] :
  - は : U+306F
  - ば : U+3070
  - ぱ : U+3071
  - ハ : U+30CF
  - バ : U+30D0
  - パ : U+30D1